# Фьючерсная биржа
Фьючерсная биржа (иногда биржа деривативов) — биржа, торговля на которой ведётся фьючерсными контрактами — контрактами на поставку биржевых товаров или ценных бумаг в будущем.

## История фьючерсной торговли
«Политика» Аристотеля содержит одно из самых ранних письменных упоминаний о торговле фьючерсами: Фалес Милетский разработал «финансовый приём, который может иметь универсальное применение». Фалес на основании астрономических данных предсказал, что урожай оливок будет исключительно хорош осенью следующего года. Уверенный в своём предсказании, он заключил соглашения с владельцами маслобоен в Милете и на Хиосе и передал им в задаток свои деньги, чтобы гарантировать себе эксклюзивное право использовать их оливковые прессы, когда созреет урожай. Фалес заключил договоры по низким ценам, поскольку никто не знал, будет ли урожай обильным или скудным. Владельцы прессов были готовы подстраховать себя от возможных слишком низких доходов. Когда созрел урожай и спрос на использование оливковых прессов значительно превысил предложение, Фалес мог продавать свои оговоренные в контрактах права на использование оливковых прессов по своему выбору на выгодных для себя условиях, на чём заработал много денег.
Первые фьючерсные торги на современных биржах появилась в 1710 году на бирже в Осаке, Япония.
Практически все современные товарные, фондовые и валютные биржи помимо сделок спот проводят торги фьючерсными контрактами.

## Особенности фьючерсной торговли
Торговлю на фьючерсной бирже по сравнению с торговлей реальным товаром на товарной бирже отличают:
- преимущественно спекулятивный характер сделок;
- косвенная связь с рынком реального товара через хеджирование;
- полная унификация всех условий контракта, кроме цены;
- участие клиринговой палаты в расчётах между покупателем и продавцом.
- широкое распространение торговли с использованием кредита, предоставляемого под залог торгуемого товара (маржинальная торговля).